# Belägringen av Hiuchi
Hiuchiyama (火打ち山] var en av Minamoto no Yoshinakas befästningar i Echizen-provinsen, i Japan. Under Genpei-kriget i april och maj 1183, attackerade Taira-klanen fortet under befäl av Taira no Koremori.
Befästningen var väl försvarad och byggd på berggrund. Minamoto hade till och med lyckats anlägga en damm för att kunna omge fästningen med en vallgrav. Emellertid fanns det en infiltratör i fortet. Denne hade information om hur man bäst skulle förstöra dammen och därmed dränera vallgraven. Infiltratören skickade meddelande genom att skjuta en pil från fästningen.
Befästningen föll därefter för Taira-arméns anstormning, men Minamoto no Yoshinaka och en stor del av hans soldater lyckades fly.